# Mihajlo Krešimir II.
Mihajlo Krešimir II. († 969) war von 949 bis zu seinem Tod der König des mittelalterlichen kroatischen Königreichs. Er stammte aus der Trpimirović-Dynastie und war der jüngere Sohn von Krešimir I.
Er folgte seinem älteren Bruder Miroslav auf den Thron, den der jüngere gemeinsam mit dem einflussreichen Ban Pribina gestürzt hatte. Der ältere Bruder wurde getötet. Mihajlo Krešimir II. regierte Zara und einige andere Städte wohl im Auftrag des byzantinischen Kaisers; die Annahme, er habe auch Bosnien beherrscht, erscheint erst sehr viel später.
Er war mit Jelena von Zadar verheiratet, die nach seinem Tod als Regentin für den gemeinsamen, noch minderjährigen Sohn Stjepan Držislav fungierte. Jelena und der König wurden in einer von ihr veranlassten Kirche in Solin beigesetzt. Benediktiner kümmerten sich um das Gedenken an das Paar.